# ارنست ساجبيل
كان إرنست ساجيبل (بالألمانية: Ernst Sagebiel)‏ (2 أكتوبر 1892 في براونشفايغ (برونزويك) - 5 مارس 1970 في بافاريا ) مهندسًا ألمانيًا.

## الحياة

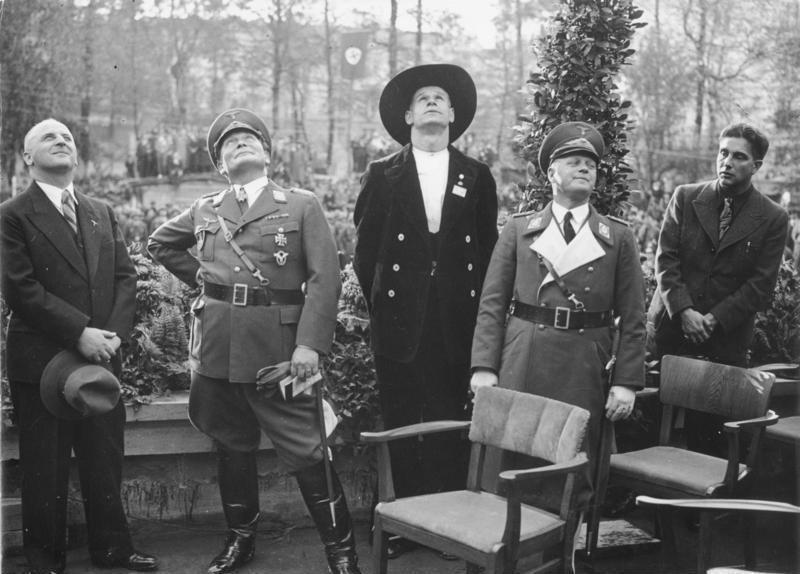
Ernst Sagebiel ، Göring ، Erhard Milch ، (1935)

بعد استيلاء أدولف هتلر والنازيين على السلطة في عام 1933، تقدم Sagebiel بطلب للحصول على العضوية في الحزب، وأصبح عضوًا في كتيبة العاصفة (SA).
بالفعل بحلول عام 1933، كان Sagebiel، بناءً على اقتراح شقيقه، قد ذهب إلىمدرسة الطيران الألمانية ("مدرسة الطيارون التجاريون الألمان")، والتي كانت منظمة رائدة تشارك أكثر مع حشد القوات الجوية الألمانية بدلاً من الطيران التجاري. اعتبارًا من عام 1934، تم الوثوق به في التخطيط، بالإضافة إلى الإشراف على إنشاء العديد من ثكنات سلاح الجو(في Döberitz وBerlin-Gatow وKladow،) على سبيل المثال لا الحصر كقائد لوحدة الأعمال الخاصة.
مع اندلاع الحرب ضد الاتحاد السوفيتي في عام 1941، تم وضع حد لجميع خطط بناء Sagebiel.

## قائمة المشاريع والخطط
- كولومبوسهاوس، برلين، إدارة مشاريع إريك مندلسون
- وزارة طيران الرايخ، برلين 1934 – 1935
- مطار تمبلهوف الدولي، برلين 1935 – 1941
- مطار شتوتغارت
- مطار ميونيخ ريم
- بوكر الطائرات الأشغال، Rangsdorf
- مراكز القيادة الجوية الإقليمية في كيل ، كونيغسبرغ ومونستر
- مدارس Luftwaffe في Berlin-Gatow و Dresden و Potsdam - Wildpark|Wildpark Potsdam|Wildpark [wildpark potsdam]